# Automorfismo interno
Un automorfismo interno di un gruppo è un automorfismo indotto da un elemento {\displaystyle g} del gruppo tramite coniugio, cioè un automorfismo nella forma
{\displaystyle T_{g}(x)=g^{-1}xg}
per un elemento fissato {\displaystyle g} del gruppo. Infatti questa funzione è un omomorfismo iniettivo e suriettivo, ovvero un isomorfismo.
Un automorfismo che non è interno è detto esterno.
In un gruppo abeliano l'unico automorfismo interno è l'identità. Inoltre due elementi {\displaystyle g} ed {\displaystyle h} che appartengono allo stesso laterale del centro {\displaystyle Z} inducono lo stesso automorfismo interno. Infatti se {\displaystyle g=hz} con {\displaystyle z} nel centro allora
{\displaystyle g^{-1}xg} = {\displaystyle z^{-1}h^{-1}xhz} = {\displaystyle h^{-1}xh.}
L'insieme degli automorfismi interni forma un gruppo, denotato con {\displaystyle \operatorname {Inn} (G)}, che è un sottogruppo normale del gruppo {\displaystyle \operatorname {Aut} (G)} degli automorfismi del gruppo {\displaystyle G}. Il gruppo {\displaystyle \operatorname {Inn} (G)} è isomorfo al gruppo quoziente {\displaystyle G/Z(G)}, dove {\displaystyle Z(G)} è il centro di {\displaystyle G}.
Nel gruppo simmetrico su {\displaystyle n} elementi, se {\displaystyle n\neq 6}, tutti gli automorfismi sono interni.